# Copa Hopman 2023
La Copa Hopman XXXII fue la 32.ª edición del torneo Hopman Cup entre naciones en tenis masculino y femenino. Se disputó del 19 al 23 de julio de 2023 en el Nice Lawn Tennis Club de Niza, Francia, sobre polvo de ladrillo.

## Preclasificación
Los jugadores participantes se anunciaron entre el 28 de febrero y el 4 de abril de 2023.
| Preclasificación | País      | Jugadora        | Jugador         | Puesto      |
| ---------------- | --------- | --------------- | --------------- | ----------- |
| 1                | Bélgica   | Elise Mertens   | David Goffin    | Round Robin |
| 2                | Croacia   | Donna Vekić     | Borna Ćorić     | Campeones   |
| 3                | Dinamarca | Clara Tauson    | Holger Rune     | Round Robin |
| 4                | España    | Rebeka Masarova | Carlos Alcaraz  | Round Robin |
| 5                | Francia   | Alizé Cornet    | Richard Gasquet | Round Robin |
| 6                | Suiza     | Céline Naef     | Leandro Riedi   | Final       |

## Fase de grupos
El sorteo se llevó a cabo el 10 de mayo de 2023. Los 6 equipos se dividieron en dos grupos de tres equipos cada uno en un formato de todos contra todos. Los ganadores de cada grupo se clasificaron para la final.

### Grupo 1
| Pos. | Países    | Puntos | Partidos | Sets | Juegos |
| ---- | --------- | ------ | -------- | ---- | ------ |
| 1    | Suiza     | 2-0    | 4-2      | 9-5  | 62-53  |
| 2    | Francia   | 1-1    | 3-3      | 7-7  | 60-58  |
| 3    | Dinamarca | 0-2    | 2-4      | 4-8  | 53-64  |

| | Bandera de Dinamarca | Dinamarca                   | 1 | 2 | Suiza | Bandera de Suiza |
| --- | -------------------- | --------------------------- | - | - | ----- | ---------------- |
| Nice Lawn Tennis Club - Central Court 19 de julio de 2023 1.ª sesión (16:00 CET) |                      |                             |   |   |       |                  |
| \| 1 \| \| Clara Tauson \| 6 \| 6 \| \| \| 1 \| \| Céline Naef \| 2 \| 3 \| \| \| 2 \| \| Holger Rune \| 4 \| 3 \| \| \| 2 \| \| Leandro Riedi \| 6 \| 6 \| \| \| 3 \| \| Clara Tauson / Holger Rune \| 3 \| 5 \| \| \| 3 \| \| Céline Naef / Leandro Riedi \| 6 \| 7 \| \| |                      |                             |   |   |       |                  |
| 1 | Bandera de Dinamarca | Clara Tauson                | 6 | 6 |       |                  |
| 1 | Bandera de Suiza     | Céline Naef                 | 2 | 3 |       |                  |
| 2 | Bandera de Dinamarca | Holger Rune                 | 4 | 3 |       |                  |
| 2 | Bandera de Suiza     | Leandro Riedi               | 6 | 6 |       |                  |
| 3 | Bandera de Dinamarca | Clara Tauson / Holger Rune  | 3 | 5 |       |                  |
| 3 | Bandera de Suiza     | Céline Naef / Leandro Riedi | 6 | 7 |       |                  |

| 1 | Bandera de Dinamarca | Clara Tauson                | 6 | 6 |  |
| 1 | Bandera de Suiza     | Céline Naef                 | 2 | 3 |  |
| 2 | Bandera de Dinamarca | Holger Rune                 | 4 | 3 |  |
| 2 | Bandera de Suiza     | Leandro Riedi               | 6 | 6 |  |
| 3 | Bandera de Dinamarca | Clara Tauson / Holger Rune  | 3 | 5 |  |
| 3 | Bandera de Suiza     | Céline Naef / Leandro Riedi | 6 | 7 |  |

| | Bandera de Dinamarca | Dinamarca                      | 1  | 2 | Francia | Bandera de Francia |
| --- | -------------------- | ------------------------------ | -- | - | ------- | ------------------ |
| Nice Lawn Tennis Club - Central Court 20 de julio de 2023 1.ª sesión (16:00 CET) |                      |                                |    |   |         |                    |
| \| 1 \| \| Clara Tauson \| 7 \| 6 \| \| \| 1 \| \| Alizé Cornet \| 62 \| 4 \| \| \| 2 \| \| Holger Rune \| 2 \| 3 \| \| \| 2 \| \| Richard Gasquet \| 6 \| 6 \| \| \| 3 \| \| Clara Tauson / Holger Rune \| 4 \| 4 \| \| \| 3 \| \| Alizé Cornet / Richard Gasquet \| 6 \| 6 \| \| |                      |                                |    |   |         |                    |
| 1 | Bandera de Dinamarca | Clara Tauson                   | 7  | 6 |         |                    |
| 1 | Bandera de Francia   | Alizé Cornet                   | 62 | 4 |         |                    |
| 2 | Bandera de Dinamarca | Holger Rune                    | 2  | 3 |         |                    |
| 2 | Bandera de Francia   | Richard Gasquet                | 6  | 6 |         |                    |
| 3 | Bandera de Dinamarca | Clara Tauson / Holger Rune     | 4  | 4 |         |                    |
| 3 | Bandera de Francia   | Alizé Cornet / Richard Gasquet | 6  | 6 |         |                    |

| 1 | Bandera de Dinamarca | Clara Tauson                   | 7  | 6 |  |
| 1 | Bandera de Francia   | Alizé Cornet                   | 62 | 4 |  |
| 2 | Bandera de Dinamarca | Holger Rune                    | 2  | 3 |  |
| 2 | Bandera de Francia   | Richard Gasquet                | 6  | 6 |  |
| 3 | Bandera de Dinamarca | Clara Tauson / Holger Rune     | 4  | 4 |  |
| 3 | Bandera de Francia   | Alizé Cornet / Richard Gasquet | 6  | 6 |  |

| | Bandera de Suiza   | Suiza                          | 2 | 1 | Francia | Bandera de Francia |
| --- | ------------------ | ------------------------------ | - | - | ------- | ------------------ |
| Nice Lawn Tennis Club - Court 1 21 de julio de 2023 1.ª sesión (15:00 CET) |                    |                                |   |   |         |                    |
| \| 1 \| \| Céline Naef \| 6 \| 3 \| [8] \| \| 1 \| \| Alizé Cornet \| 1 \| 6 \| [10] \| \| 2 \| \| Leandro Riedi \| 3 \| 6 \| [10] \| \| 2 \| \| Richard Gasquet \| 6 \| 3 \| [8] \| \| 3 \| \| Céline Naef / Leandro Riedi \| 6 \| 7 \| \| \| 3 \| \| Alizé Cornet / Richard Gasquet \| 4 \| 5 \| \| |                    |                                |   |   |         |                    |
| 1 | Bandera de Suiza   | Céline Naef                    | 6 | 3 | [8]     |                    |
| 1 | Bandera de Francia | Alizé Cornet                   | 1 | 6 | [10]    |                    |
| 2 | Bandera de Suiza   | Leandro Riedi                  | 3 | 6 | [10]    |                    |
| 2 | Bandera de Francia | Richard Gasquet                | 6 | 3 | [8]     |                    |
| 3 | Bandera de Suiza   | Céline Naef / Leandro Riedi    | 6 | 7 |         |                    |
| 3 | Bandera de Francia | Alizé Cornet / Richard Gasquet | 4 | 5 |         |                    |

| 1 | Bandera de Suiza   | Céline Naef                    | 6 | 3 | [8]  |
| 1 | Bandera de Francia | Alizé Cornet                   | 1 | 6 | [10] |
| 2 | Bandera de Suiza   | Leandro Riedi                  | 3 | 6 | [10] |
| 2 | Bandera de Francia | Richard Gasquet                | 6 | 3 | [8]  |
| 3 | Bandera de Suiza   | Céline Naef / Leandro Riedi    | 6 | 7 |      |
| 3 | Bandera de Francia | Alizé Cornet / Richard Gasquet | 4 | 5 |      |

### Grupo 2
| Pos. | Países  | Puntos | Partidos | Sets | Juegos |
| ---- | ------- | ------ | -------- | ---- | ------ |
| 1    | Croacia | 2-0    | 4-2      | 9-7  | 54-59  |
| 2    | Bélgica | 1-1    | 3-3      | 9-7  | 65-51  |
| 3    | España  | 0-2    | 2-4      | 6-10 | 53-62  |

| | Bandera de Bélgica | Bélgica                      | 1  | 2 | Croacia | Bandera de Croacia |
| --- | ------------------ | ---------------------------- | -- | - | ------- | ------------------ |
| Nice Lawn Tennis Club - Court 1 20 de julio de 2023 1.ª sesión (15:00 CET) |                    |                              |    |   |         |                    |
| \| 1 \| \| Elise Mertens \| 6 \| 6 \| \| \| 1 \| \| Donna Vekić \| 2 \| 2 \| \| \| 2 \| \| David Goffin \| 3 \| 6 \| [4] \| \| 2 \| \| Borna Ćorić \| 6 \| 2 \| [10] \| \| 3 \| \| Elise Mertens / David Goffin \| 65 \| 6 \| [6] \| \| 3 \| \| Donna Vekić / Borna Ćorić \| 7 \| 3 \| [10] \| |                    |                              |    |   |         |                    |
| 1 | Bandera de Bélgica | Elise Mertens                | 6  | 6 |         |                    |
| 1 | Bandera de Croacia | Donna Vekić                  | 2  | 2 |         |                    |
| 2 | Bandera de Bélgica | David Goffin                 | 3  | 6 | [4]     |                    |
| 2 | Bandera de Croacia | Borna Ćorić                  | 6  | 2 | [10]    |                    |
| 3 | Bandera de Bélgica | Elise Mertens / David Goffin | 65 | 6 | [6]     |                    |
| 3 | Bandera de Croacia | Donna Vekić / Borna Ćorić    | 7  | 3 | [10]    |                    |

| 1 | Bandera de Bélgica | Elise Mertens                | 6  | 6 |      |
| 1 | Bandera de Croacia | Donna Vekić                  | 2  | 2 |      |
| 2 | Bandera de Bélgica | David Goffin                 | 3  | 6 | [4]  |
| 2 | Bandera de Croacia | Borna Ćorić                  | 6  | 2 | [10] |
| 3 | Bandera de Bélgica | Elise Mertens / David Goffin | 65 | 6 | [6]  |
| 3 | Bandera de Croacia | Donna Vekić / Borna Ćorić    | 7  | 3 | [10] |

| | Bandera de Bélgica | Bélgica                          | 2  | 1 | España | Bandera de España |
| --- | ------------------ | -------------------------------- | -- | - | ------ | ----------------- |
| Nice Lawn Tennis Club - Central Court 21 de julio de 2023 1.ª sesión (16:00 CET) |                    |                                  |    |   |        |                   |
| \| 1 \| \| Elise Mertens \| 7 \| 2 \| [10] \| \| 1 \| \| Rebeka Masarova \| 63 \| 6 \| [5] \| \| 2 \| \| David Goffin \| 6 \| 4 \| [8] \| \| 2 \| \| Carlos Alcaraz \| 4 \| 6 \| [10] \| \| 3 \| \| Elise Mertens / David Goffin \| 6 \| 6 \| \| \| 3 \| \| Rebeka Masarova / Carlos Alcaraz \| 3 \| 1 \| \| |                    |                                  |    |   |        |                   |
| 1 | Bandera de Bélgica | Elise Mertens                    | 7  | 2 | [10]   |                   |
| 1 | Bandera de España  | Rebeka Masarova                  | 63 | 6 | [5]    |                   |
| 2 | Bandera de Bélgica | David Goffin                     | 6  | 4 | [8]    |                   |
| 2 | Bandera de España  | Carlos Alcaraz                   | 4  | 6 | [10]   |                   |
| 3 | Bandera de Bélgica | Elise Mertens / David Goffin     | 6  | 6 |        |                   |
| 3 | Bandera de España  | Rebeka Masarova / Carlos Alcaraz | 3  | 1 |        |                   |

| 1 | Bandera de Bélgica | Elise Mertens                    | 7  | 2 | [10] |
| 1 | Bandera de España  | Rebeka Masarova                  | 63 | 6 | [5]  |
| 2 | Bandera de Bélgica | David Goffin                     | 6  | 4 | [8]  |
| 2 | Bandera de España  | Carlos Alcaraz                   | 4  | 6 | [10] |
| 3 | Bandera de Bélgica | Elise Mertens / David Goffin     | 6  | 6 |      |
| 3 | Bandera de España  | Rebeka Masarova / Carlos Alcaraz | 3  | 1 |      |

| | Bandera de Croacia | Croacia                          | 2 | 1  | España | Bandera de España |
| --- | ------------------ | -------------------------------- | - | -- | ------ | ----------------- |
| Nice Lawn Tennis Club - Central Court 22 de julio de 2023 1.ª sesión (16:00 CET) |                    |                                  |   |    |        |                   |
| \| 1 \| \| Donna Vekić \| 6 \| 6 \| \| \| 1 \| \| Rebeka Masarova \| 2 \| 1 \| \| \| 2 \| \| Borna Ćorić \| 3 \| 78 \| [5] \| \| 2 \| \| Carlos Alcaraz \| 6 \| 6 \| [10] \| \| 3 \| \| Donna Vekić / Borna Ćorić \| 1 \| 6 \| [14] \| \| 3 \| \| Rebeka Masarova / Carlos Alcaraz \| 6 \| 4 \| [12] \| |                    |                                  |   |    |        |                   |
| 1 | Bandera de Croacia | Donna Vekić                      | 6 | 6  |        |                   |
| 1 | Bandera de España  | Rebeka Masarova                  | 2 | 1  |        |                   |
| 2 | Bandera de Croacia | Borna Ćorić                      | 3 | 78 | [5]    |                   |
| 2 | Bandera de España  | Carlos Alcaraz                   | 6 | 6  | [10]   |                   |
| 3 | Bandera de Croacia | Donna Vekić / Borna Ćorić        | 1 | 6  | [14]   |                   |
| 3 | Bandera de España  | Rebeka Masarova / Carlos Alcaraz | 6 | 4  | [12]   |                   |

| 1 | Bandera de Croacia | Donna Vekić                      | 6 | 6  |      |
| 1 | Bandera de España  | Rebeka Masarova                  | 2 | 1  |      |
| 2 | Bandera de Croacia | Borna Ćorić                      | 3 | 78 | [5]  |
| 2 | Bandera de España  | Carlos Alcaraz                   | 6 | 6  | [10] |
| 3 | Bandera de Croacia | Donna Vekić / Borna Ćorić        | 1 | 6  | [14] |
| 3 | Bandera de España  | Rebeka Masarova / Carlos Alcaraz | 6 | 4  | [12] |

## Final
| | Bandera de Suiza   | Suiza                       | 0         | 2 | Croacia | Bandera de Croacia |
| --- | ------------------ | --------------------------- | --------- | - | ------- | ------------------ |
| Nice Lawn Tennis Club - Central Court 23 de julio de 2023 1.ª sesión (16:00 CET) |                    |                             |           |   |         |                    |
| \| 1 \| \| Céline Naef \| 3 \| 4 \| \| \| 1 \| \| Donna Vekić \| 6 \| 6 \| \| \| 2 \| \| Leandro Riedi \| 1 \| 4 \| \| \| 2 \| \| Borna Ćorić \| 6 \| 6 \| \| \| 3 \| \| Céline Naef / Leandro Riedi \| No \| \| \| \| 3 \| \| Donna Vekić / Borna Ćorić \| disputado \| \| \| |                    |                             |           |   |         |                    |
| 1 | Bandera de Suiza   | Céline Naef                 | 3         | 4 |         |                    |
| 1 | Bandera de Croacia | Donna Vekić                 | 6         | 6 |         |                    |
| 2 | Bandera de Suiza   | Leandro Riedi               | 1         | 4 |         |                    |
| 2 | Bandera de Croacia | Borna Ćorić                 | 6         | 6 |         |                    |
| 3 | Bandera de Suiza   | Céline Naef / Leandro Riedi | No        |   |         |                    |
| 3 | Bandera de Croacia | Donna Vekić / Borna Ćorić   | disputado |   |         |                    |